# Медаль Резерфорда (Новая Зеландия)
Медаль Резерфорда (учрежденная в 1991 году и известная как Золотая медаль Новой Зеландии в области науки и техники до 2000 года) — самая престижная награда, предлагаемая Королевским обществом Новой Зеландии, состоящая из медали и приза в размере 100 000 долларов. Присуждается по просьбе правительства Новой Зеландии в знак признания исключительного вклада в продвижение общественной осведомленности и знаний в дополнение к выдающимся исследованиям или технологической практике человека или группы людей в любой области науки, математики, социальных наук или технологии. Финансируется правительством Новой Зеландии и присуждается ежегодно.
Медаль названа в честь Эрнеста Резерфорда, новозеландского физика-экспериментатора и лауреата Нобелевской премии, пионера орбитальной теории атома.

## Получатели

### Золотая медаль Новой Зеландии в области науки и техники
- 1991 — Воан Джонс, математик, медалист Филдса;
- 1992 — Премия отдела научно-промышленных исследований;
- 1993 — Рой Керр, математик;
- 1994 — Иэн Аксфорд, физик;
- 1995 — Уильям Денни, онколог, Оклендская лаборатория онкологических исследований;
- 1996 — Нет награды;
- 1997 — Томас Уильям Уокер, почвовед;
- 1998 — Билл Робинсон, сейсмолог;
- 1999 — Дэвид Вер-Джонс, статистик

### Медаль Резерфорда
- 2000 — Алан МакДиармид, химик, лауреат Нобелевской премии;
- 2001 — Питер Глюкман, биолог;
- 2002 — Джефф Таллон, физик
- 2003 — Джордж Петерсен, биохимик
- 2004 — Дэвид Пенни, биолог-теоретик
- 2005 — Пол Каллаган, физик
- 2006 —Тед Бейкер, структурный биолог
- 2007 — Ричард Фолл, нейробиолог
- 2008 — Дэвид Парри, структурный биофизик
- 2009 — Питер Хантер, вычислительный биоинженер
- 2010 — Уоррен Тейт, биохимик